# Алкамо
Алкамо (итал. Alcamo) је насеље у Италији у округу Трапани, региону Сицилија.
Према процени из 2011. у насељу је живело 44431 становника. Насеље се налази на надморској висини од 150 м.

## Становништво
Према резултатима пописа становништва 2011. у општини је живело 45.314 становника.
| 1931.  | 1936.  | 1951.  | 1961.  | 1971.  | 1981.  | 1991.  | 2001.  | 2011.  |
| ------ | ------ | ------ | ------ | ------ | ------ | ------ | ------ | ------ |
| 51.687 | 38.396 | 41.815 | 43.097 | 41.596 | 42.339 | 42.621 | 43.890 | 45.314 |

## Партнерски градови
- Јелгава
- Акаба
- Khouribga